# Pierawałaczny
Pierawałaczny (biał. Перавалачны; ros. Перевалочный) – przystanek kolejowy w miejscowości Piarewałacznia, w rejonie tołoczyńskim, w obwodzie witebskim, na Białorusi. Leży na linii Moskwa - Mińsk - Brześć.